# Berehomet
Berehomet (ukrainien : Берегомет) est une commune urbaine de l'oblast de Tchernivtsi, en Ukraine. Elle comptait 7 500 habitants en 2024.

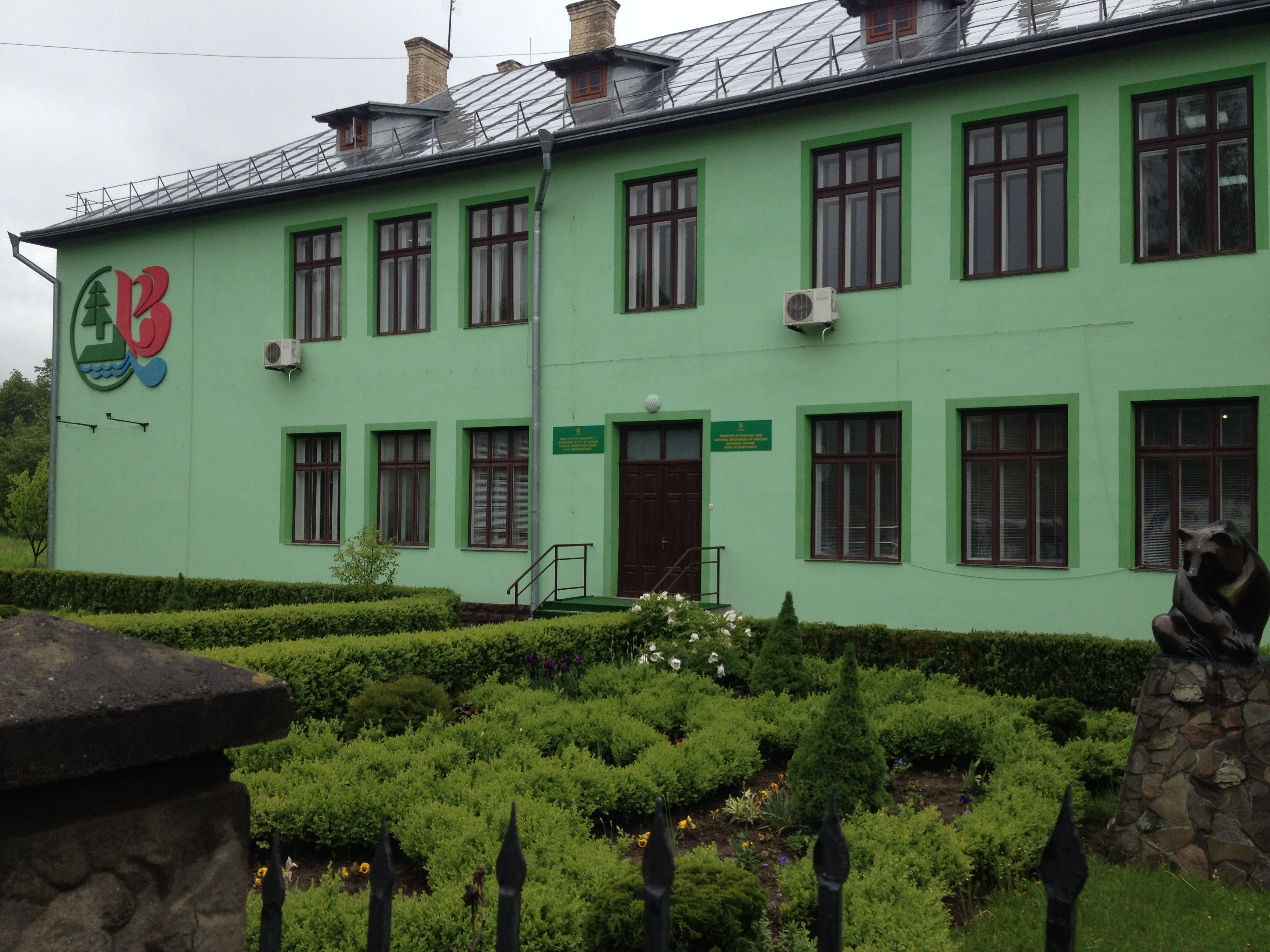
maison du parc national de Vyjnytsia à Beregomet.